# Збаразький горіх чорний
Збара́зький горі́х чо́рний — екзотичне дерево, ботанічна пам'ятка природи місцевого значення. Зростає в м. Збаражі Тернопільської області на території старого парку по вул. Б. Хмельницького.

## Світлини

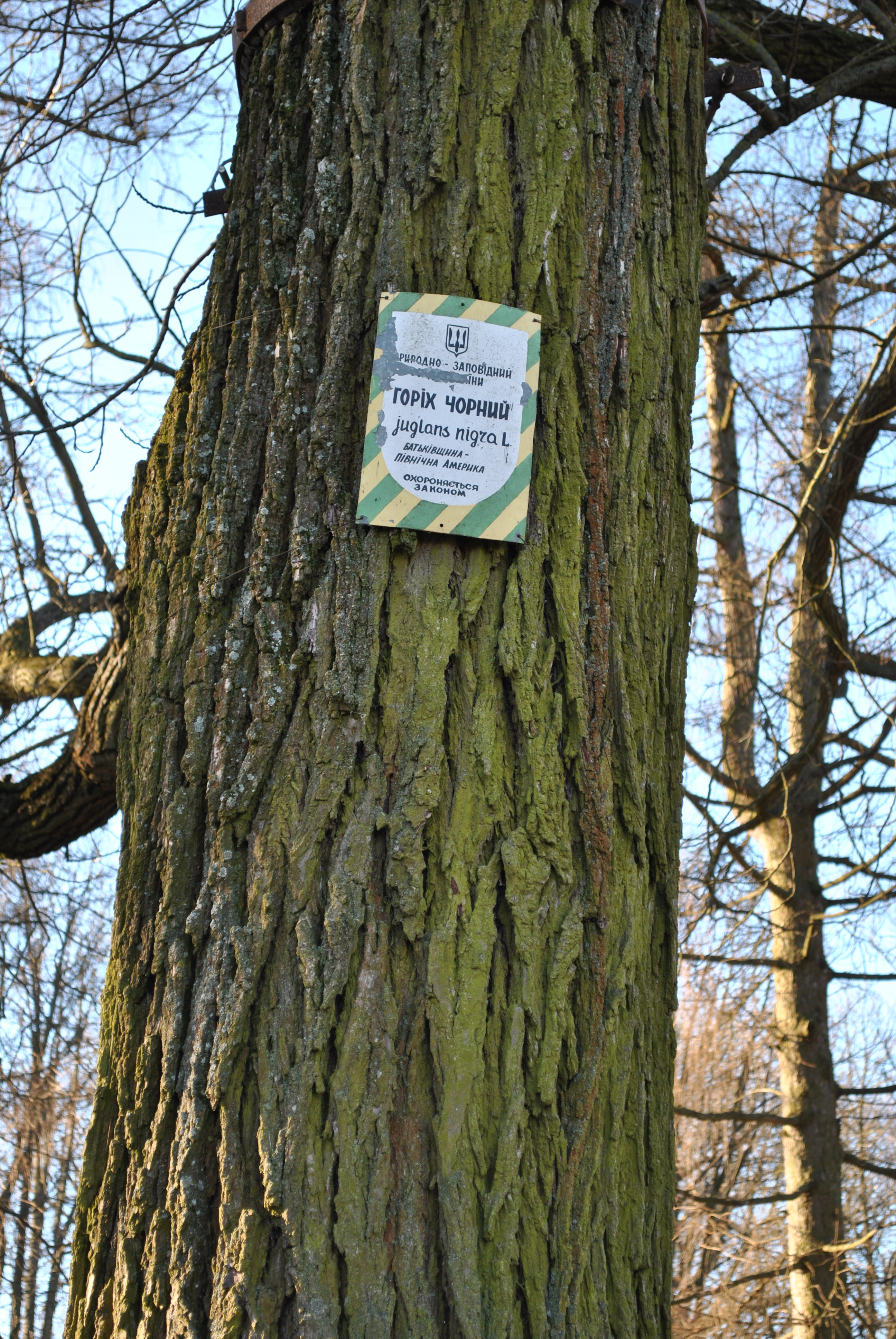
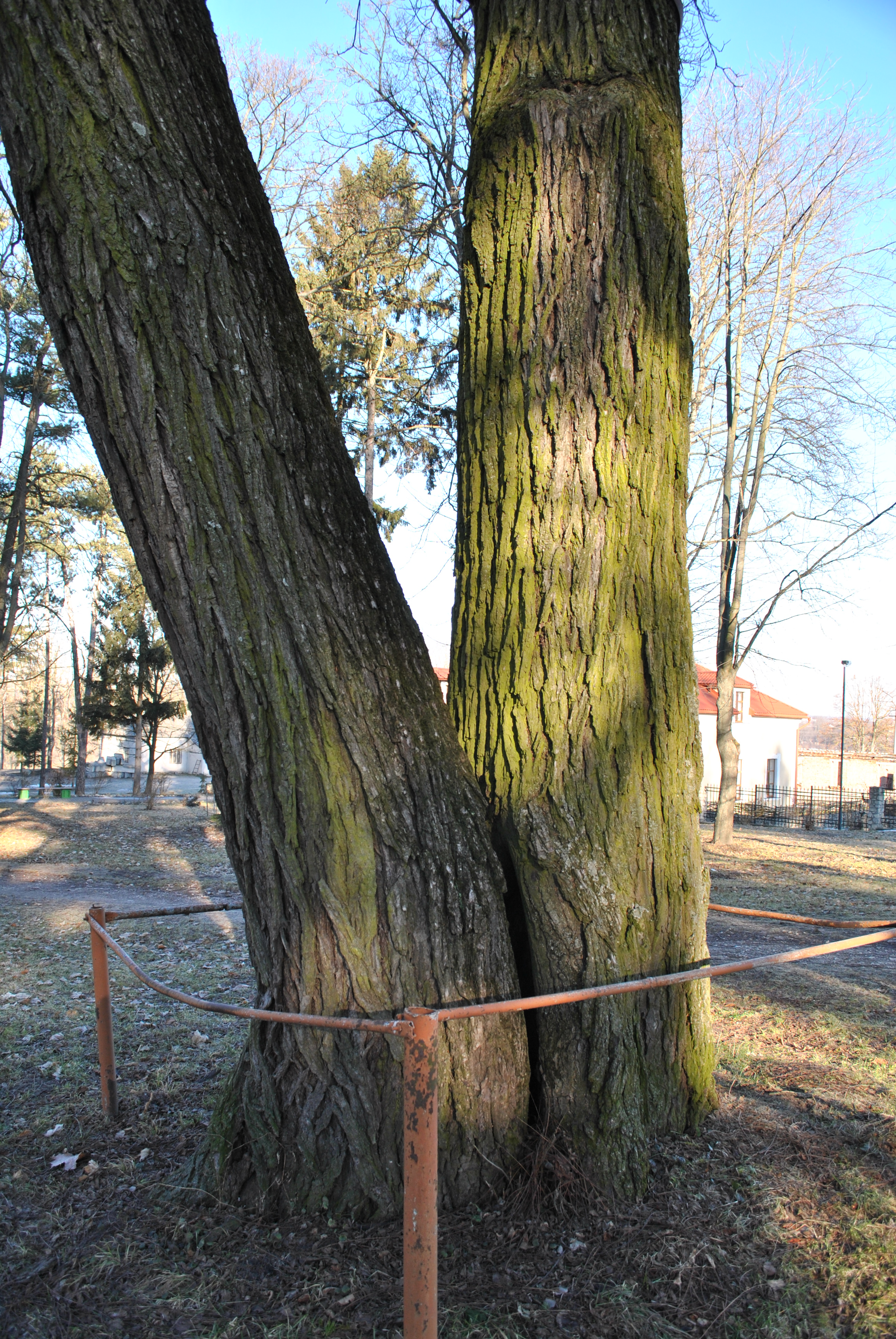
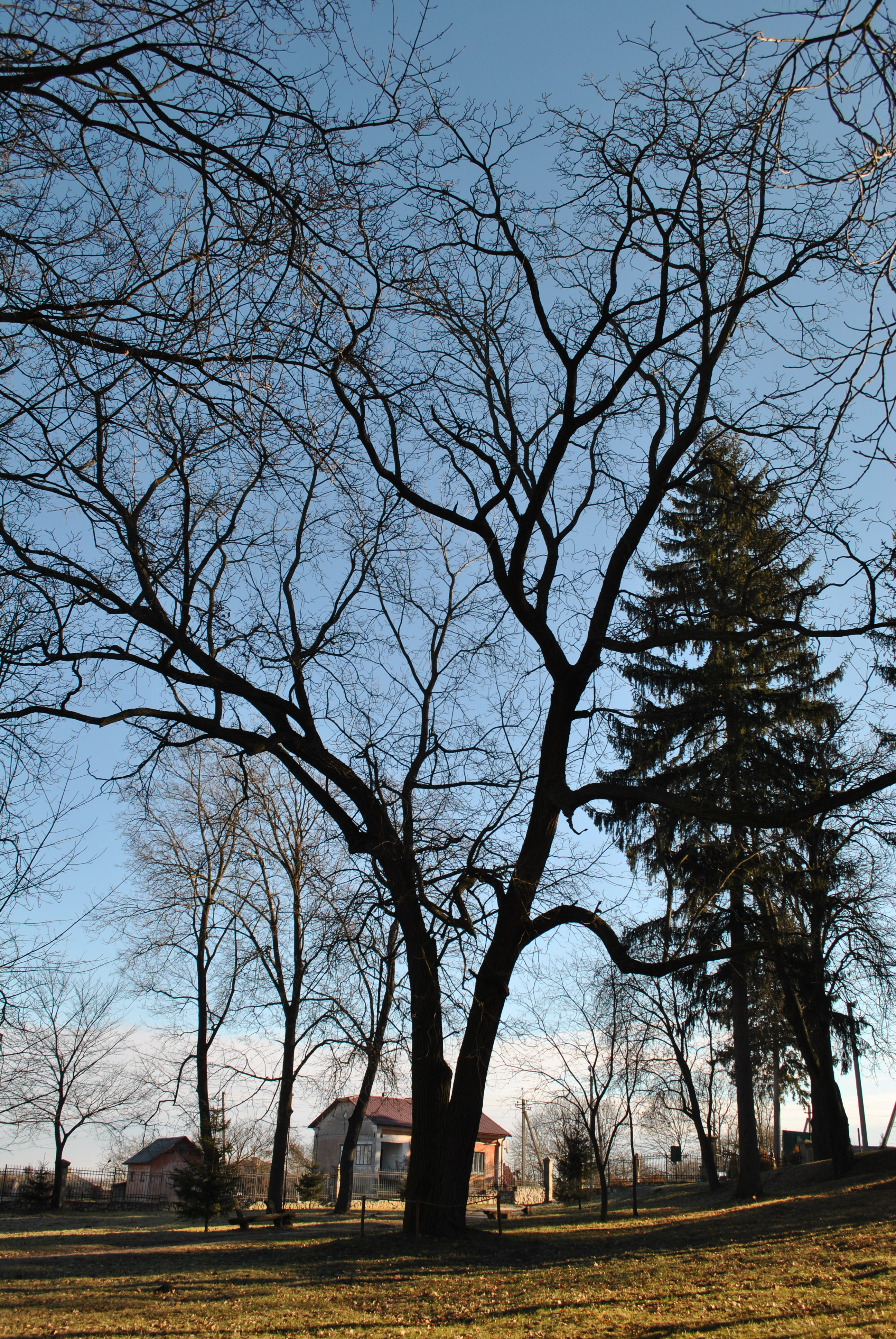

## Пам'ятка
Оголошений об'єктом природно-заповідного фонду рішенням виконкому Тернопільської обласної ради № 829 від 28 грудня 1970 року. Перебуває у віданні Національного заповідника «Замки Тернопілля».

## Характеристика
Площа — 0,03 га.
Під охороною — горіх чорний віком 110 р. і діаметром 98 см. Цінний у зеленому господарстві.